# 関鉄之介
関 鉄之介（せき てつのすけ、文政7年10月17日（1824年12月7日） - 文久2年5月11日（1862年6月8日））は、幕末の勤王志士で、水戸藩士。桜田門外の変における実行部隊の指揮者で、桜田十八士の一人。諱は遠、通称は鉄之介、のち新兵衛。号は士任。別号に錦堆・桜園・楓巷・丹楓など、変名に三好貫太郎。家紋は揚羽蝶。

## 生涯
水戸藩士・関新兵衛昌克の子として、水戸上町馬喰町片町（現在の茨城県水戸市栄町2丁目付近）に生まれた。弘道館で学び、水戸学の影響を受けて尊王攘夷運動に乗り出した。安政2年（1855年）、北郡奉行所与力となり、翌安政3年（1856年）2月、郡奉行・高橋多一郎に認められて北郡務方に抜擢され、大子郷校の建設と農兵の組織を行いながら、水戸藩改革派の拡大を進めた。
安政5年（1858年）10月、高橋の指示により大老・井伊直弼に対する諸藩の決起を促すため、鉄之介は矢野長九郎らと共に越前藩・鳥取藩・長州藩へ遊説に赴く。しかし、安政の大獄による尊王攘夷派志士に対する弾圧が行われはじめていたため、十分な成果を挙げられずに江戸へ戻った。安政の大獄がさらに進行すると、高橋多一郎・金子孫二郎らを中心とした直弼の暗殺計画に参加する。
安政7年3月3日（1860年3月24日）、桜田門外の変で実行隊長として襲撃を指揮し、直弼を暗殺した。その後、幕府の探索が厳しくなったことを警戒し、薩摩藩などを頼って近畿・四国方面の各地を逃げ回った。さらに薩摩本国へ向かおうとしたものの、薩摩藩がすべての関所を封鎖し、他藩の者の出入りを禁じたため、水戸藩領へ向かい、文久元年7月9日（1861年8月14日）に袋田（現在の久慈郡大子町）に入って、桜岡家にかくまわれた。しかしそれでも危険が迫り、水戸藩領内を転々と潜伏した後に越後（現在の新潟県）へと逃れたが、湯沢温泉（現在の岩船郡関川村）で捕らえられた。
水戸で投獄された後、江戸送りとなって、文久2年5月11日（1862年6月8日）に日本橋小伝馬町の牢において斬首された。享年39（満37歳没）。明治24年（1891年）、贈従四位。墓所は常磐共有墓地（茨城県水戸市）と、小塚原回向院（東京都荒川区）。

## 記念碑
- 鉄之介の最後の潜伏地である新潟県岩船郡関川村には、「関鉄之介潜匿記念の碑」が建てられている。
- 茨城県久慈郡大子町の袋田温泉には、関鉄之介の歌碑が建てられている[1]。1938年に農工銀行頭取の江幡新によって建立されたもので、袋田に潜伏した時に詠んだとされる和歌が刻まれている[1]。

## 関連作品

### ドラマ
- 『花の生涯』（1963年、NHK大河ドラマ、演：江見俊太郎）
- 『翔ぶが如く』（1990年、NHK大河ドラマ、演：真鍋敏）
- 『歴史ドキュメント　桜田門外の変　時代と格闘した男』（1993年、NHK、演：川谷拓三）

### 映画
- 『建国史 尊王攘夷』（1927年、日活、演：新妻四郎）
- 『動天』（1991年、東映、演：内藤剛志）
- 『桜田門外ノ変』（2010年、東映、演：大沢たかお）